# Пайсанду
Пайсанду̀ (на испански: Paysandú) е град с надморска височина 42 метра, административен център на департамента Пайсанду, Уругвай. Разположен е на границата с Аржентина. Населението на града е 84 162 души (2004).